# Співай (фільм, 2016, США)
«Співай» (англ. Sing) — американський 3D комп'ютерно-анімаційний музично-комедійний фільм, знятий Гартом Дженнінгсом. Прем'єра стрічки в Україні відбулась 29 грудня 2016 року. Фільм розповідає про коалу Бастера, який організовує пісенний конкурс.

## Сюжет
У місті Калатонія, де живуть антропоморфні тварини, коала Бастер Мун володіє театром, який переживає скрутні часи і перебуває під загрозою втрати через борги перед банківською представницею ламою Джудіт. Бастер вирішує провести співочий конкурс із призом у 1000 доларів, але через помилку його літньої помічниці ігуани міс Кроулі на флаєрах додається два нулі, і приз стає 100 000 доларів. Неперевірені флаєри з помилкою розлітаються містом через вентилятор.
Тварини масово приходять на прослуховування, і Бастер обирає учасників. Серед них: домогосподарка і мати 25 поросят Розіта; панк-рок дикобразиха Еш; підліток-горила Джонні, син лідера злочинної банди Великого Тата; вуличний музикант миша Майк; і енергійний танцювальний кабан Гюнтер. Підліток-слоненя Міна провалює прослуховування через страх сцени, самозакоханий хлопець Еш, Ленс, ображений через відсторонення від конкурсу, а Розіту об’єднують із Гюнтером для танцювального номера. Дізнавшись про помилку з призом у 100 000 доларів, Бастер разом із другом вівцею Едді відвідує багату бабусю Едді, колишню театральну зірку Нану Нудлман. Нана неохоче погоджується відвідати попередній перегляд шоу, перш ніж вирішити, чи спонсорувати приз.
Під тиском діда Міна намагається попросити повторне прослуховування, але стає помічником Бастера. Після відмови кількох учасників Міні пропонують місце в шоу, але вона знову бореться зі страхом. Розіта невдало виконує танець із Гюнтером, вважаючи, що материнські обов’язки вбили її пристрасть. Майк, упевнений у своїй перемозі, бере величезну позику в банку на розкішне авто і обманює ведмедів у картах. Ленс зраджує Еш, що призводить до їхнього розриву, і вона ридає під час репетиції. Джонні, змушений батьком бути водієм у пограбуванні, тікає на репетицію, але через затори не встигає повернутися, що призводить до арешту батька та його банди, псуючи їхні стосунки. Після аварії, коли падають сценічні ліхтарі, Бастер перебудовує сцену в акваріум із люмінесцентними кальмарами як освітленням.
У відчаї Джонні намагається вкрасти призові гроші для застави батька, але, побачивши записку Бастера з похвалою його таланту, вирішує зосередитися на музиці. Розіта відновлює пристрасть до танців, купуючи продукти, а Еш створює пісню, яка подобається Бастеру. У день попереднього перегляду для Нани ведмеді, яких обманув Майк, знаходять його і вимагають гроші. Майк скеровує їх до Бастера; ведмеді розбивають скриню з призами, але там немає 100 000 доларів. Шоковані браком грошей, учасники сумніваються в Бастерові, а акваріум із кальмарами розбивається під вагою всіх, театр затоплює і він руйнується. Джудіт конфіскує ділянку, а засмучений Бастер оселяється в Едді і миє машини.
Міна приходить до руїн театру і співає в навушниках, надихаючи Бастера організувати шоу просто неба. Попри спроби Джудіт зупинити шоу, воно відбувається на ділянці зруйнованого театру за участю сімей Міни та Розіти. Трансляція шоу на місцевих новинах приваблює більше глядачів. Чоловік Розіти Норман вражений її талантом, Великий Тато втікає з в’язниці, щоб помиритися з Джонні, Ленс захоплений оригінальною рок-піснею Еш «Set It All Free», ведмеді переслідують Майка, а Міна долає страх сцени і дає яскравий виступ. Шоу має успіх і вражає Нану, яка була серед глядачів. Вона викуповує ділянку, і театр відбудовують та відкривають знову.

## Озвучування
| Актор              | Роль                  |
| ------------------ | --------------------- |
| Меттью Мак-Конагей | коала Бастер Мун      |
| Різ Візерспун      | свиня Розіта          |
| Сет Мак-Фарлейн    | миша Майк             |
| Скарлетт Йоганссон | їжатець Еш            |
| Джон Рейлі         | баранчик Едді Нудлман |
| Тарон Еджертон     | горила Джонні         |
| Торі Келлі         | слоненя Міна          |
| Дженніфер Гадсон   | вівця Нана Нудлман    |
| Нік Кролл          | свин Гюнтер           |
| Пітер Серафінович  | горила Big Daddy      |
| Бек Беннетт        | їжатець Ленс          |
| Нік Офферман       | свин Нік              |
| Реа Перлман        | лама Джудіт           |

## Український дубляж
Фільм дубльовано студією «Le Doyen» на замовлення компанії «B&H Film Distribution» у 2016 році.
- Переклад тексту та пісень — Романа Кисельова
- Режисер дубляжу — Анна Пащенко
- Музичний керівник — Тетяна Піроженко
- Звукорежисер — Альона Шиманович
- Звукорежисер перезапису — Олег Кульчицький
- Координатор проекту — Аліна Гаєвська
- Диктор — Кирило Нікітенко
- Мікс дубльованої версії здійснений студією «Le Doyen».

### Ролі дублювали
- Юрій Горбунов — Бастер Мун
- Інна Бєлікова — Розіта
- Ганна Добриднєва — Еш
- Євген Галич — Ленс
- Дмитро Монатік — Едді
- Руслан Драпалюк — Джоні
- Борис Георгієвський — Батько Джоні
- Олександр Ярема — Міс Трухля
- Маргарита Мелешко — Міна
- Михайло Войчук — Майк
- Артем Мартинішин — Ґюнтер
- Василь Мазур — Дідусь Міни
- Ольга Радчук — Мати Міни

## Виробництво
14 січня 2015 року стало відомо, що Меттью Мак-Конагей озвучить головну роль у новому анімаційному фільмі Гарта Дженнінгса

## Нагороди та номінації
| Список нагород та номінацій | Список нагород та номінацій | Список нагород та номінацій         | Список нагород та номінацій                                    | Список нагород та номінацій | Список нагород та номінацій |
| Кінопремія                  | Дата церемонії              | Категорія                           | Номінант(и)                                                    | Результат                   | Дж                          |
| --------------------------- | --------------------------- | ----------------------------------- | -------------------------------------------------------------- | --------------------------- | --------------------------- |
| Премія «Золотий глобус»     | 8 січня 2017                | Найкращий анімаційний фільм         | «Співай»                                                       | Номінація                   | [ 2 ] [ 3 ]                 |
| Премія «Золотий глобус»     | 8 січня 2017                | Найкраща пісня                      | «Faith» — Раян Теддер, Стіві Вандер, Френсіс Фаревелл Старлайт | Номінація                   | [ 2 ] [ 3 ]                 |
| Премія «Енні»               | 4 лютого 2017               | Найкраща музика анімаційного фільму | Джобі Телбот                                                   | Номінація                   | [ 4 ]                       |